# Choroba Degosa

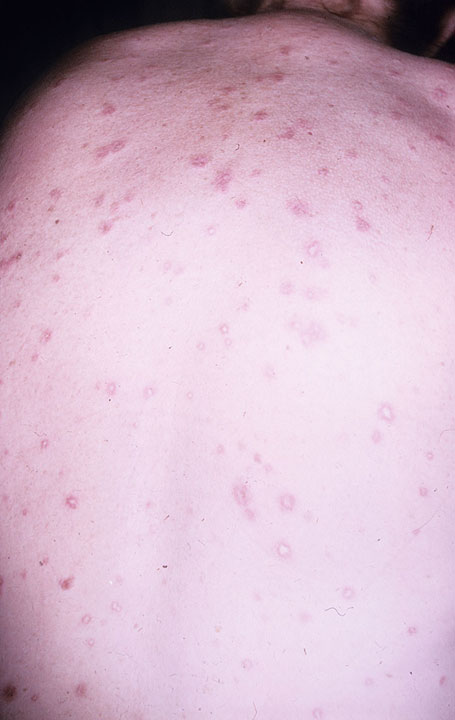
Zmiany skórne u osoby z chorobą Degosa

Choroba Degosa (choroba Degosa-Köhlmeiera, grudkowatość złośliwa zanikowa, ang. Degos’ disease, Köhlmeier-Degos’ syndrome, malignant atrophic papulosis) – rzadka układowa zapalna choroba naczyń o złośliwym przebiegu i nieznanej etiologii. W przebiegu tej choroby uszkodzeniu ulegają naczynia żylne i tętnicze małego i średniego kalibru, co powoduje głównie zmiany skórne, w przewodzie pokarmowym i ośrodkowym układzie nerwowym. Część autorów wyróżnia łagodny wariant skórny i śmiertelny wariant układowy. Choroba Degosa jest traktowana jako odrębna jednostka nozologiczna lub zespół objawów wspólny dla przebiegu wielu innych chorób, głównie tocznia.
Zmiany skórne mają postać czerwonych lub różowych grudek na rumieniowym podłożu. Grudki ustępują z pozostawieniem blizn o bardzo charakterystycznym (patognomonicznym) porcelanowym środku.
Chorobę opisali Robert Degos ze współpracownikami w 1942 i Walter Köhlmeier w 1941. Od tej pory w piśmiennictwie opisano około 200 przypadków schorzenia. Opisano wariant rodzinny choroby Degosa. Trzy główne hipotezy dotyczące jej patogenezy to etiologia wirusowa, autoimmunologiczna lub zaburzenia krzepnięcia. Choroba ta jest nieuleczalna.